# 林田浩一
林田 浩一（はやしだ こういち、1965年9月5日 - ）は、日本の実業家で、西日本鉄道社長を務めている。

## 来歴・人物
長崎県南高来郡西有家町（現・南島原市）出身。長崎県立島原高等学校を経て、1988年に九州大学法学部を卒業し、同年に西日本鉄道に入社した。
2014年に西鉄ストア副社長に就任し、ホテル事業本部長、取締役、専務を経て、2021年4月から代表取締役社長を務めている。
スマートフォンを使った次世代交通サービスの「MaaS」の導入などのデジタル戦略の主導にも携わっていた。